# Orsini

Vapensköld för huset Orsini: en röd ros ovanför en blå ål.

Orsini är en italiensk adelsätt, vars glansperiod inföll under medeltiden och renässansen.
Orsini utkämpade i Rom långa maktstrider med sin främsta rival, familjen Colonna. De båda familjerna uppförde försvarstorn och borgar från vilka man bekrigade varandra, i synnerhet under större delen av 1300-talet, då det i Rom rådde politisk oreda eftersom påvestolen var förlagd till franska Avignon.
Tre påvar kom från släkten Orsini: Celestinus III (1191–1198),  Nicolaus III (1277–1280) och Benedictus XIII (1724–1730), och därtill Leo X:s mor, Clarice Orsini.
Matte Rosso Orsini blev 1241 senator över Rom och styrde staden enväldigt vid Gregorius IX:s sida, i kamp mot Colonna och Fredrik II. Napoleone Orsini (död 1342) uppnådde stort inflytande som ledare för det franska partiet vid kurian, och bidrog till franske påven Clemens V:s val 1305.
Familjen skaffade sig vidsträckta besittningar i Kyrkostaten, Toscana och Neapel. Efterhand uppstod flera grenar av släkten, bland dem Pitigliano och Tagliacozzo. Den hertigliga linjen Orsino av Gravina utgick från Francesco Orsini, som 1435 blev prefekt över Rom.
Andra grevar var Orsini av Bracciano där Virginio Orsini av Bracciano, Paolo Giordano Orsini, Anna Maria Orsini och hennes make Flavio Orsini hör till de mer kända namnen.
Under den italienska senrenässansen utmärkte sig den omskrivne Vicino Orsini, greve av Bomarzo, framförallt för sitt anläggande av den manieristiskt präglade slottsträdgården Sacro Bosco.